# Tadeusz Kochanowicz
Tadeusz Kochanowicz (ur. 18 października 1910 w Ostrowcu Świętokrzyskim, zm. 14 sierpnia 1995 roku) – polski prawnik, urzędnik i polityk, współpracownik Rządu RP na uchodźstwie, podsekretarz stanu w Ministerstwie Pracy i Opieki Społecznej w Polskiej Rzeczypospolitej Ludowej, autor wspomnień.

## Życiorys

### Młodość i początki kariery politycznej w II Rzeczypospolitej
Urodził się w rodzinie Kwiryna Leona Wojciecha Kochanowicza (1872-1953) i Janiny Marii z Mateckich (1881-1959). Jego ojciec był inżynierem, pochodził z Włocławskiej rodziny mieszczańskiej. W 1923 roku został członkiem zarządu spółki Fabryka Lakierów i Farb, Towarzystwo „Nobiles” Kochanowicz i Sachnowski i Co. Spółka Akcyjna we Włocławku (obecnie Akzo Nobel Coatings Sp. z o.o.), której prezesem był jego brat Józef Kochanowicz. Stryjem Tadeusza był także aktor i reżyser teatralny oraz uczestnik Rewolucji 1905 roku Jan Kochanowicz. Tadeusz miał siostrę Annę Emilię Kochanowicz (1905-?).
Ukończył studia prawnicze na Wydziale Prawa i Administracji Uniwersytetu Warszawskiego. Do 1934 roku był członkiem Legionu Młodych. Według własnych wspomnień, Kochanowicz miał współtworzyć tzw. lewe skrzydło Legionu, wspólnie z Kazimierzem Moczarskim i Zbigniewem Zapasiewiczem. Wykrystalizowało się ono pod wpływem kontaktów z francuską organizacją młodzieżową Jeunesse Laïque et Républicaine. Z Moczarskim połączyła go przyjaźń, którą wykorzystał później m.in. pracując dla Rządu RP na Uchodźstwie i w Radiostacji Świt. W 1932 roku Kochanowicz pomógł uzyskać Zapasiewiczowi stypendium Ministerstwa Spraw Zagranicznych przeznaczone na studia w Institut des Hautes Études Internationales.
W 1934 roku rozpoczął pracę jako referent w Ministerstwie Pracy i Opieki Społecznej. Pełnił tę funkcję do wybuchu II wojny światowej. W latach 1936–1939 był członkiem Klubu Demokratycznego.

### Więzień łagrów i działacz emigracyjny w czasie II wojny światowej
Podczas wybuchu II wojny światowej znajdował się na Wołyniu. Został aresztowany we Lwowie przez władze radzieckie podczas próby ucieczki do Francji. Oskarżono go próbę nielegalnego przekroczenia granicy. W latach 1940–1942 był przetrzymywany w łagrach, m.in. w Republice Komi. Najpierw przetrzymywano go w areszcie w Skole, następnie w więzieniach w Stryju, Łubniach, Połtawie i Charkowie. W 1989 roku opublikował swoje wspomnienia z pobytu w sowieckim areszcie pt. W Komi i gdzie indziej. Wspomnienia z pobytu w ZSRR (1939-1942).
Po wyjściu z więzienia, Kochanowicz powrócił do Warszawy. Następnie zdecydował się na wyjazd do Wielkiej Brytanii przez Węgry i Francję. Według niektórych źródeł miał także przebywać na Bliskim Wschodzie. W Anglii początkowo szkolił się na skoczka z zamiarem przedostania się do okupowanej Polski. W latach 1943–1944 był łącznikiem Ministerstwa Spraw Wewnętrznych Rządu RP na uchodźstwie. Poznał wówczas m.in. Jana Karskiego, o którym wypowie się później, że był dla niego bohaterem. Pracował także w radiostacji Świt, nadającej audycję dla odbiorców w kraju i za granicą. Kochanowicz wspominał, że Radiostacja Świt często polemizowała z Radiostacją im. T. Kościuszki, w której pracował m.in. Jerzy Putrament. Świt opierał się m.in. na kontaktach z Biurem Informacji i Propagandy Armii Krajowej. Ten okres także opisał w swoich wspomnieniach pt. Na wojennej emigracji. Wspomnienia z lat 1942–1944, wydanych w 1975 roku.
W 1945 roku pracował jako redaktor biuletynu w Radiu Belgijskim w Brukseli.

### Urzędnik w Polskiej Rzeczypospolitej Ludowej
W 1945 roku został wezwany do Polski przez Tymczasowy Rząd Jedności Narodowej (wg innych źródeł sam zdecydował się wrócić do Polski). W listopadzie tego roku wstąpił do Polskiej Partii Socjalistycznej, która w 1948 roku współtworzyła Polską Zjednoczoną Partię Robotniczą. W latach 1945–1947 był naczelnikiem wydziału i dyrektorem departamentu w Centralnym Urzędzie Planowania w Warszawie. Wykorzystując tę funkcję, w 1946 roku pomógł znaleźć pracę Zofii Moczarskiej, podczas gdy jej mąż Kazimierz przebywał w więzieniu.

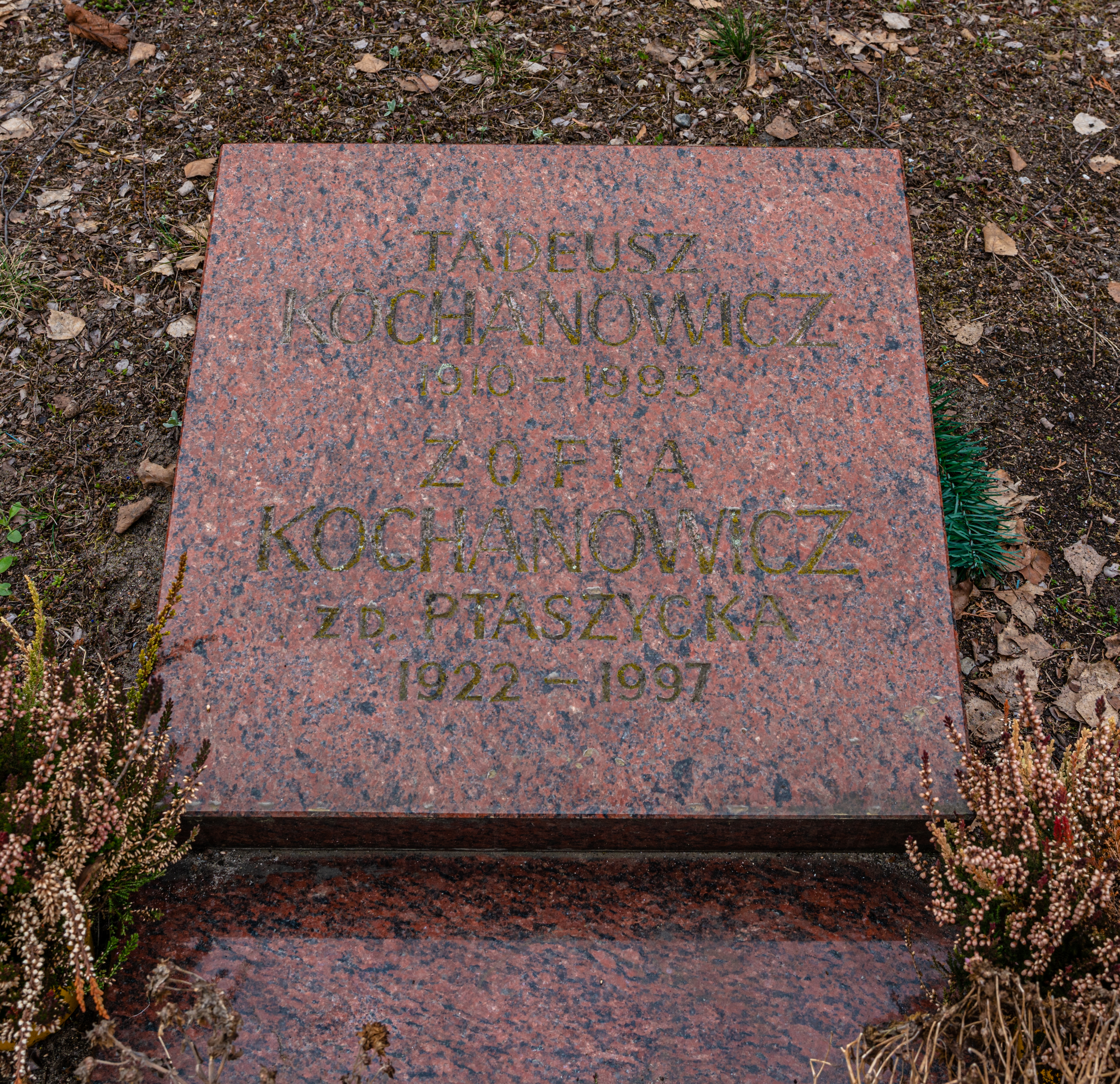
Grób Tadeusza Kochanowicza na cmentarzu komunalnym Północnym w Warszawie

W lipcu 1947 roku został Podsekretarzem Stanu w Ministerstwie Pracy i Opieki Społecznej. W 1949 roku wszczęto przeciw niemu śledztwo w sprawie o kontakt z ambasadą brytyjską w latach 1946–1948. W październiku 1949 roku utracił stanowisko Podsekretarza Stanu. Przez kolejne 5 lat był przetrzymywany w więzieniu na Mokotowie w Warszawie. Karę odbywał w jednej celi z Leonem Fersztem. W latach 1950–1954 był też przesłuchiwany przez funkcjonariuszy Ministerstwa Bezpieczeństwa Publicznego w związku ze sprawą Mariana Spychalskiego. 18 listopada 1954 roku Wojskowy Sąd Rejonowy w Warszawie skazał go na 8 lat więzienia.
W marcu 1957 roku ponownie objął funkcję Podsekretarza Stanu w Ministerstwie Pracy i Opieki Społecznej. Piastował ją do czerwca 1960 roku.
Po odejściu z Ministerstwa Pracy i Opieki Społecznej był Zastępcą Przewodniczącego w Komitecie Pracy i Płac w Warszawie. Pracował tu do kwietnia 1968 roku. Od kwietnia 1968 roku do września 1971 roku był Prezesem Komisji Organizacji Zarządzania w Warszawie.

### Życie prywatne
Jego żoną była Zofia z Ptaszyckich (1922-1997), którą poznał podczas pobytu w Brukseli. Przebywała ona w Belgii jako wyzwoleniec z niemieckiego więzienia, do którego dostała się za udział w powstaniu warszawskim. Później pracowała jako redaktor techniczny w wydawnictwie. Ich synem był profesor Jacek Kochanowicz (1946-2014).
Pochowany na warszawskim cmentarzu komunalnym Północnym (kwatera S-I-3/4-1-4).

## Rzekome pomówienie Cyrankiewicza
W 1995 roku Gazeta Polska, a następnie Wprost, Nasza Polska i wSieci opublikowały rzekomą relację Tadeusza Kochanowicza na temat Józefa Cyrankiewicza. Według niej Cyrankiewicz jako więzień KL Auschwitz miał handlować walutą i kruszcem. Kochanowicz miał o tym powiedzieć Włodzimierzowi Lechowiczowi, aresztowanemu w 1948 roku przez Urząd Bezpieczeństwa. Ten miał o tym zeznać w trakcie przesłuchania. Relację ta uzupełnia historia Antoniego Gładysza, który miał podać, że Cyrankiewicz miał zwabiać księży, sędziów, posłów, ministrów i działaczy społecznych do komory gazowej, obiecując im ucieczkę. Tę także opublikowała Gazeta Polska. Pismo zasugerowało, że Cyrankiewicz mógł rozkazać aresztować i skazać Witolda Pileckiego, ponieważ ten wiedział o faktach z jego obozowej przeszłości. W rzeczywistości ani Kochanowicz, ani Gładysz nigdy nie byli więźniami KL Auschwitz. Kochanowicz w istocie mógł spotkać Lechowicza w więzieniu UB, jednak nie ma dowodów na to, by przekazał mu taką informację. Poza tym, Lechowicz zeznawał w obliczu stalinowskich tortur. Powyższe tezy nie znajdują też żadnego potwierdzenia w dowodach źródłowych.